# John Diffley
John Francis Xavier Diffley (né le 4 mars 1958) est un biochimiste américain et directeur de recherche associé au Francis Crick Institute . Il est connu pour ses contributions à la compréhension de la réplication de l'ADN eucaryote.

## Biographie
Diffley fait ses études à l'Université de New York, obtenant son doctorat en 1985. Il travaille ensuite comme chercheur postdoctoral avec Bruce Stillman au Cold Spring Harbor Laboratory. En 1990, il crée son propre groupe de recherche aux Clare Hall Laboratories, Cancer Research UK, qui fait maintenant partie du Francis Crick Institute. Son groupe étudie le mécanisme et la régulation de la réplication de l'ADN eucaryote.
En 1998, Diffley est élu membre de l'Organisation européenne de biologie moléculaire (EMBO). Il est également membre élu de l'Academia Europaea (2009) et de l'Académie européenne des sciences du cancer (2011). Il est élu membre de la Royal Society (FRS)  en 2005, membre de l'Association américaine pour l'avancement des sciences (AAAS) en 2007 et membre de l'Académie des sciences médicales (FMedSci) en 2011.
Il est récipiendaire du prix Paul Marks pour la recherche sur le cancer (2003), du prix Louis-Jeantet de médecine (2016)  et du prix Gairdner (2019) . Il est élu à l'Académie nationale des sciences en 2020.